# Safflorita
La safflorita es un mineral del grupo de los minerales sulfuros, y dentro de esta pertenece al llamado “grupo de la lollingita”. Fue descubierta en 1817 cerca de Schneeberg en los Montes Metálicos, en el estado de Sajonia (Alemania), siendo nombrada así porque fue usada para fabricar un pigmento del cobalto que en idioma alemán denominaban safflor, que se puede traducir por color gris-sable. Un sinónimo poco usado es el de lollingita-cobáltica.

## Características químicas
Es un arseniuro simple de cobalto, anhidro. Los minerales del grupo de la lollingita en que se encuadra son arseniuros de metales similares al hierro. Su composición química es en un 28,23% Co, un 71,77% de As y algunas pequeñas impurezas de Fe, Cu, Ni y S.
Es dimorfo de la clinosafflorita, de igual fórmula química pero que cristaliza en sistema monoclínico. Es isoestructural con la marcasita (FeS2).
Se puede confundir con la skutterudita, la cloantita -variedad de níquelskutterudita- o la arsenopirita, de las que se diferencia en las reacciones químicas y a través de rayos X.

## Formación y yacimientos
Su génesis es hidrotermal de temperatura media, y suele aparecer junto a (paragénesis) löllingita, skutterudita, niquelina, plata nativa, bismuto nativo o rammelsbergita.
Los yacimientos de este mineral son bastante raros, y se pueden encontrar en Alemania, antigua Checoslovaquia, Canadá, Italia, Suecia y Rusia.

## Usos
En ocasiones se explota por su composición en cobalto.